# Pál Erőss
Pál Erőss (maďarsky Erőss Pál; 22. červen 1934, Kömörő – 23. květen 2021) byl maďarský právník, soudce a populární  osobnost známá z televizního vysílání.

## Biografie
Narodil se v roce 1934 v obci Kömörő v tehdejším Maďarském království. Osm let studoval na Debreceni Református Kollégium v Debrecenu, v roce 1956 dokončil s vyznamenáním studium práv na Univerzitě Loránda Eötvöse v Budapešti. Svou kariéru započal téhož roku jako soudní koncipient u budapešťského metropolitního soudu. V roce 1960 byl jmenován soudcem obvodního soudu na Budíně. Později byl předsedou soudní rady metropolitního soudu. Od roku 1979 působil jako soudce nejvyššího soudu.
Vedle soudní práce působil v době tzv. Kádárovy éry od roku 1978 pod dobu 12 let také jako právní expert v pořadu Maďarské televize (MTV) s názvem Jogi esetek (česky Právní případy), což mu přineslo obrovský úspěch a oblibu, jakož i veřejností používanou vtipnou přezdívku Jogerős Pál (v doslovném českém překladu Pavel Pravomocný).
Jako právník se po změně režimu snažil získat zpět některé „spontánně zprivatizované“ velké podniky. Na pomoc obětem policejní brutality na podzim roku 2006 spolu se svými kolegy a známými osobnostmi vytvořil nadaci Ne Féljetek! (česky Nebojte se!), která rozdala několik milionů forintů těm, kteří utrpěli trvalá zranění.
Dne 23. října 2010 jej prezident republiky Pál Schmitt vyznamenal středním křížem Řádu za zásluhy Maďarské republiky jako uznání jeho vynikajících rétorických schopností a moudrosti při představování legislativy široké veřejnosti a její srozumitelnosti, jakož i jeho život právníka, soudce a veřejný život.

### Soukromý život
Jeho předci byli nižší šlechtici protestantského vyznání. V roce 1956 se jeho manželkou stala Teréz Mádl, sestra pozdějšího maďarského prezidenta Ference Mádla. S ní měl dvě dcery: Mónika (* 1959) a Eszter (* 1968), které mají obě právní vzdělání. Měl pět vnoučat a šest pravnoučat. Jeho vnuky jsou například právník a populistický politik Péter Magyar, nebo novinář Márton Magyar, zakladatel Kontroll TV a bývalý mediální poradce krajně pravicové strany Jobbik.
Je pohřben v obci Bánd v župě Veszprém.

## Kontroverze
Politik Péter Magyar na jaře 2024 veřejně uvedl, že jeho děda Pál Erőss „bojoval se zbraní v ruce za svou vlast“ během protikomunistického povstání na podzim roku 1956. Toto vyjádření zpochybnil historik Gábor Mező, který v otevřeném dopise Péteru Magyarovi upozornil na to, že se jedná o manipulativní lež. Neboť pokud by byl Pál Erőss skutečně ozbrojeným bojovníkem proti komunistům a Sovětům v říjnu a listopadu roku 1956, nemohl by být následně po potlačení povstání a nastolení kádárovské normalizace jmenován soudcem, vystupovat v televizi a vůbec být součástí veřejného života v tehdejší Maďarské lidové republice. Přičemž dále Mező uvedl, že Pál Erőss nejen jako levicový soudce a osobnost televizního vysílání spolupracoval s dřívejšími příslušníky komunistické tajné policie ÁVO či ÁVH, jako byli Károly Bárd a Béla Koós.

## Ocenění
- Řád práce (Munka Érdemrend)
- Vyznamenání Celostátní odborové rady (SZOT-díj, 1984)
- Maďarský záslužný kříž (2010)[1]